# Bombardement op Middelburg
Het bombardement op Middelburg vond plaats in de Meidagen van 1940, op 17 mei 1940 tijdens de strijd in Zeeland. Een groot gedeelte van de historische binnenstad van Middelburg werd door de ontstane brand verwoest. Hoewel het een bombardement wordt genoemd, betreft het voornamelijk een artilleriebeschieting. Welke van de strijdende partijen hiervoor verantwoordelijk was, is echter nooit volledig duidelijk geworden.

## Wat voorafging
Na de Duitse aanval op Nederland in 1940 volgde op 14 mei het bombardement op Rotterdam. De mogelijkheid van meer bombardementen op andere steden noopte de Nederlandse opperbevelhebber, generaal Henri Winkelman de volgende dag tot capitulatie te Rijsoord. De provincie Zeeland was echter een afzonderlijk commando onder leiding van de Commandant Zeeland (C.Z.), schout-bij-nacht Hendrik-Jan van der Stad, die rechtstreeks verantwoording verschuldigd was aan Winkelman. Van der Stad capituleerde niet; hij had zijn troepen aan de Fransen overgedragen.
Franse hulptroepen waren vanaf de eerste oorlogsdag vanuit Duinkerke en vanaf de Frans-Belgische grens in Vlissingen en Breda aangekomen. Vanaf de eerste oorlogsdag werden in Vlissingen Franse troepen ontscheept onder leiding van brigadegeneraal Mary Durand, als onderdeel van het plan Hypothèse Hollande. Als onderdeel van dat plan moest de Scheldemond met troepen worden versterkt, maar daarover bestond geen formele overeenkomst met Nederland. De komst van de buitenlandse troepen werd echter onmiddellijk bondgenootschappelijk gedoogd.  Op 12 mei droeg de Commandant Zeeland zijn troepen in Midden-Zeeland over aan brigadegeneraal Durand, en in Zeeuws-Vlaanderen aan brigadegeneraal Maurice Beaufrère. Op 15 mei vielen Duitse eenheden van het SS-Regiment "Deutschland" Zeeland binnen. In de ochtend van 17 mei waren Walcheren en Zeeuws-Vlaanderen nog niet in Duitse handen.
Op 14 mei had de commissaris van de Koningin in Zeeland, Johan Willem Quarles van Ufford, de burgemeesters van de steden Middelburg, Veere en Vlissingen bijeengeroepen om te overleggen over de evacuatie van de bevolking. Zonder verder contact met de Staten van Zeeland vertrok hij nog diezelfde avond naar Oostburg. De volgende dag motiveerde hij vanuit Zeeuws-Vlaanderen dat hij het provinciaal bestuur en zijn werkzaamheden …op vrijen Nederlandschen en gewestelijken bodem onbelemmerd en vrij van buitenlandsche invloeden… wilde uitoefenen. Burgemeester van Middelburg was Jan van Walré de Bordes. Die drong er vanaf 15 mei bij het provinciebestuur en de Nederlandse en Franse militaire autoriteiten tevergeefs op aan om Middelburg tot open stad te verklaren. Ook de Commandant Zeeland vertrok naar Zeeuws-Vlaanderen nadat hij zijn troepen op Walcheren aan de Franse contre-amiral Charles Platon had overgedragen. Op 16 mei kwam hij zonder zijn staf aan in Breskens. Door die situatie voorzagen de Franse militaire autoriteiten een bestuursvacuüm op Walcheren en besloten ze admiraal Platon tot 'Gouverneur van Walcheren' te benoemen. Daarmee kreeg een Franse marineofficier soeverein gezag op Nederlands grondgebied, dat zo de status kreeg van bezet gebied.

## Bombardement, terreurbombardement of beschietingen?
De aanwezigheid van de Franse troepen in Zeeland had verregaande consequenties toen het Nederlandse leger op 15 mei capituleerde en de strijd in Zeeland verder ging. In de avond van 16 mei werd de Sloedam door Franse troepen in staat van verdediging gebracht, in een poging de Duitse opmars te stuiten. Door de Duitse druk moesten zij hun posities al de volgende dag verlaten - eerder dan voorzien. Die situatie werd funest voor Middelburg. Over de manier waarop de binnenstad op 17 mei is verwoest en wie daaraan schuld had, bestaan echter meerdere opvattingen en theorieën.

### Verondersteld Duits bombardement
In de ochtend van 17 mei zijn boven Middelburg drie Luftwaffe vliegtuigen van Kampfgeschwader 4 (KG 4) van het type Heinkel 111 (He 111) waargenomen. Deze vliegtuigen hadden opdracht om militaire doelen te verkennen en hebben Middelburg niet gebombardeerd. In de loop van de namiddag werden delen van de eerste en de tweede bommenwerpergroep (I.&II./KG 4) boven Walcheren ingezet om met hulp van luchtverkenners Franse en Nederlandse troepenconcentraties en artillerieopstellingen te bombarderen. In 1945 wordt in een publicatie verklaard: Het noodlot naderde evenwel de stad in den vorm van een eskader Duitsche bommenwerpers, dat zonder dwingende noodzaak - de stad was niet in staat van verdediging - plotseling tot den aanval overging…. Hoewel ooggetuigen beweren dat ze in de verte bombarderende vliegtuigen zagen, zijn er onderzoekers die daaraan twijfelen omdat bewijs daarvoor ontbreekt. In de late namiddag werd I./KG 30 ingezet als ondersteuning van de derde en finale Duitse aanval over de Sloedam. Die eenheid vloog in bommenwerpers van het type Junkers 88 (Ju 88).

### Verondersteld Duits terreurbombardement
Uitgaande van een bombardement werd ook een verband gelegd met het bombardement op Rotterdam op 14 mei. Daar was om tactische redenen een ultimatum aan voorafgegaan. Een ultimatum  ontbrak voor Middelburg, met als gevolg dat er werd getwijfeld aan de rechtmatigheid om bommenwerpers als geweldsmiddel in te zetten. De stad als geheel kon immers onmogelijk een militair doel zijn geweest en dus was er ook geen militaire noodzaak om de onverdedigde stad aan te vallen. Veel mensen zagen het bombardement dan ook als een terreurdaad. Een paar decennia later bleek er toch een ultimatum te bestaan. Dat noemde de inzet van sterke land- en luchtwapens en de capitulatievoorwaarden als dreigement bij het verdere verloop van de Duitse opmars vanaf Bath. Middelburg werd daarin niet genoemd. Het ultimatum had overigens geen consequenties, omdat de Duitse parlementaire commissie geen verbinding kon krijgen met de Commandant Zeeland.

### Veronderstelde Duitse artilleriebeschietingen
Tijdens de tweede Duitse aanval over de Sloedam bereikten Duitse troepen de westzijde, maar ze liepen daar tegen de middag opnieuw vast. De 800 meter lange dam was destijds de enige verbinding door het slikkengebied van Zuid-Beveland met Walcheren en gemakkelijk te verdedigen. Om het verzet te breken besloot de Duitse regimentscommandant SS-Standartenführer Felix Steiner zijn drie artillerieafdelingen in te zetten. Intensieve beschietingen op de Franse stellingen aan de oostzijde van Walcheren zorgden voor een beginnende vlucht, in de loop van de middag gevolgd door complete eenheden naar aanleiding van geruchten. Zonder bewijzen hiervoor aan te voeren concludeert de Documentatiegroep Walcheren 1939-1945 na jaren onderzoek: ...De verwoesting van de Middelburgse binnenstad was in de eerste plaats een gevolg van de zware Duitse artilleriebeschietingen vanuit Zuid Beveland…. Ook een schrijverscollectief van het project het Vergeten Bombardement bevestigt in 2010 dat de grote brand in het centrum van de stad is ontstaan door ...(voornamelijk Duits) artillerievuur... en suggereert als oorzaak dat de stad in lijn lag met het doelgebied bij Arnemuiden.

### Veronderstelde Franse artilleriebeschietingen
Volgens plan zouden de Franse troepen zich in de nacht van 17 op 18 mei geordend terugtrekken in een poging om via Vlissingen naar Breskens te ontsnappen. Daarvoor waren voorbereidingen getroffen, maar de overhaaste terugtocht verliep toch als een vlucht en in een totale chaos. Er was voorzien dat de operatie zou worden gedekt door een zware mobiele Franse marinebatterij die als zeegeschut was opgesteld bij Breskens. Door organisatorische problemen was de batterij niet in staat de gevraagde artilleriesteun te verlenen. Dat had vooral te maken met het ontbreken van een artilleriewaarnemer, en met communicatiemiddelen die niet op elkaar waren afgestemd. Het gevolg was dat Middelburg als oversteekplaats over het Kanaal door Walcheren een willekeurig doel werd. Door gebrek aan brisantgranaten werden uitsluitend granaten tegen zeedoelen (Obus de perforation flottant) gebruikt om bij tussenpozen Middelburg te beschieten. Er zijn 30-40 inslagen in de stadskern geïnventariseerd. Door het gebruik van dat type granaat was de directe oorlogsschade minimaal, maar de hoge hoeveelheid energie die vrijkwam bij de inslagen zorgde ervoor dat de stad op meerdere plaatsen ging branden.

## Stadsbrand
Door de beschietingen braken vanaf 13:30 uur in korte tijd tientallen kleine branden uit. De vrijwillige brandweer kon die onmogelijk allemaal bestrijden. De stad was vanaf 14 mei op vrijwillige basis geëvacueerd en daardoor was er gebrek aan hulp. Haperende blusmiddelen en een harde noordoostenwind zorgden gaandeweg voor een onbeheersbare stadsbrand. Toen een dag later, na hulp van de brandweerkorpsen van de omliggende dorpen, het sein 'brand meester' werd gegeven, was de binnenstad uitgebrand. Er waren bijna 600 panden verloren gegaan, waaronder een groot aantal onvervangbare monumentale gebouwen. Daken en de houten tussenverdiepingen waren ingestort; wat restte waren zwartgeblakerde muren. Het Middelburgse gemeentearchief ging voor het grootste deel verloren, en ook een deel van het Rijksarchief. Het aantal doden bleef beperkt tot 11 personen. Aan de dappere brandweerlieden werd in 1940 een particuliere onderscheiding, de Herinneringsmedaille van het blusschen van de brandramp te Middelburg uitgereikt.

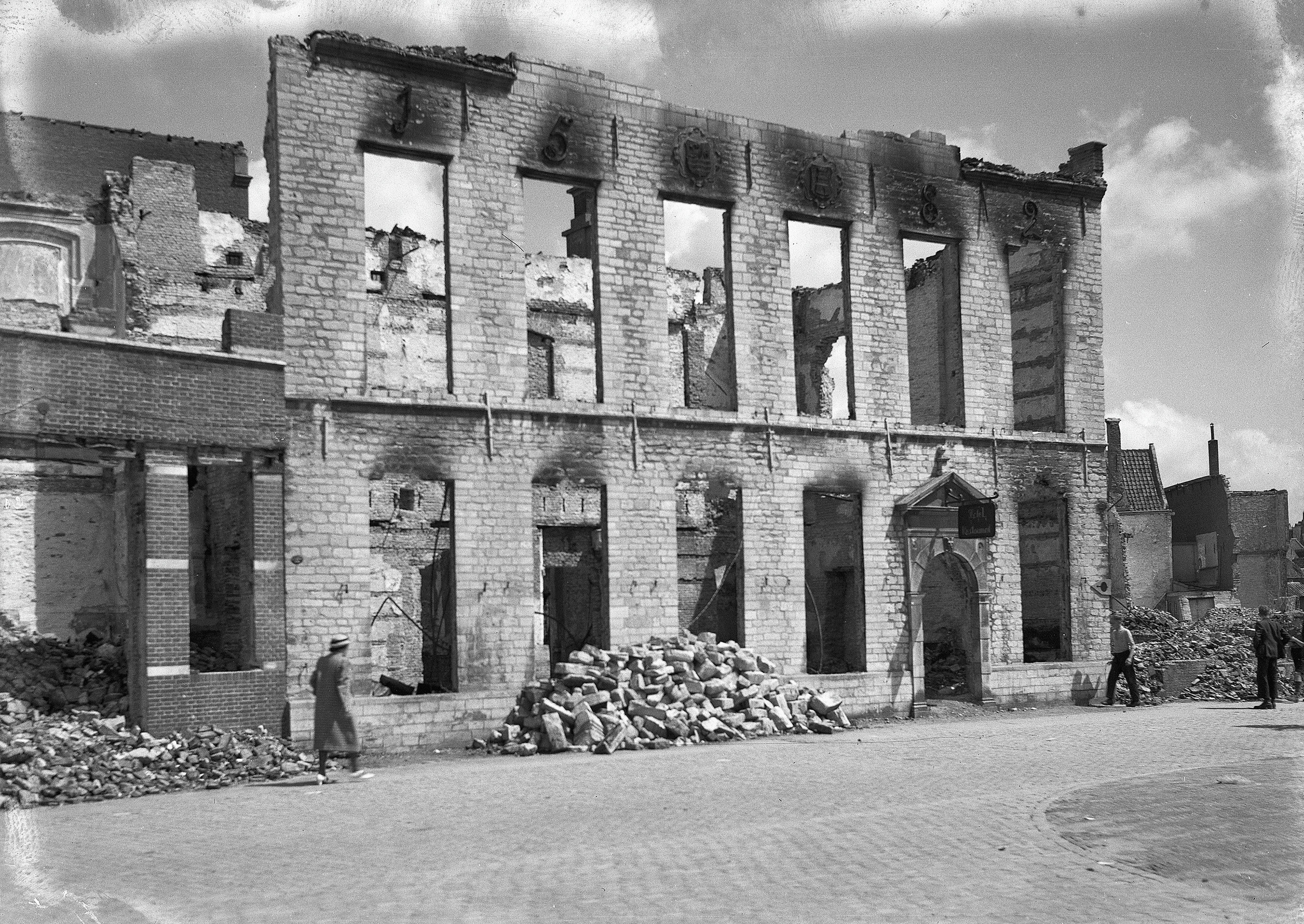
De uitgebrande St. Jorisdoelen
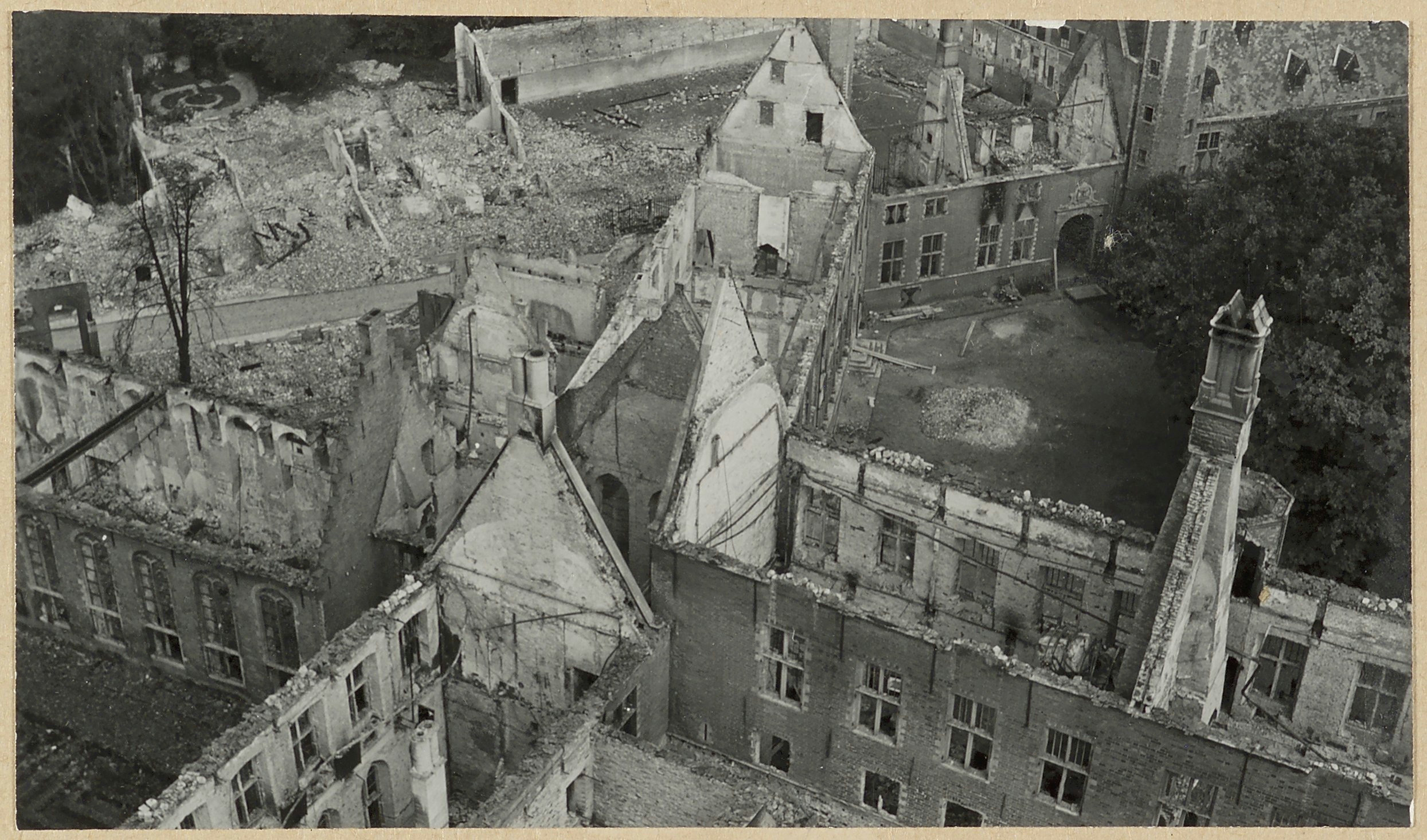
De abdij; de plaats waar Middelburg ontstond
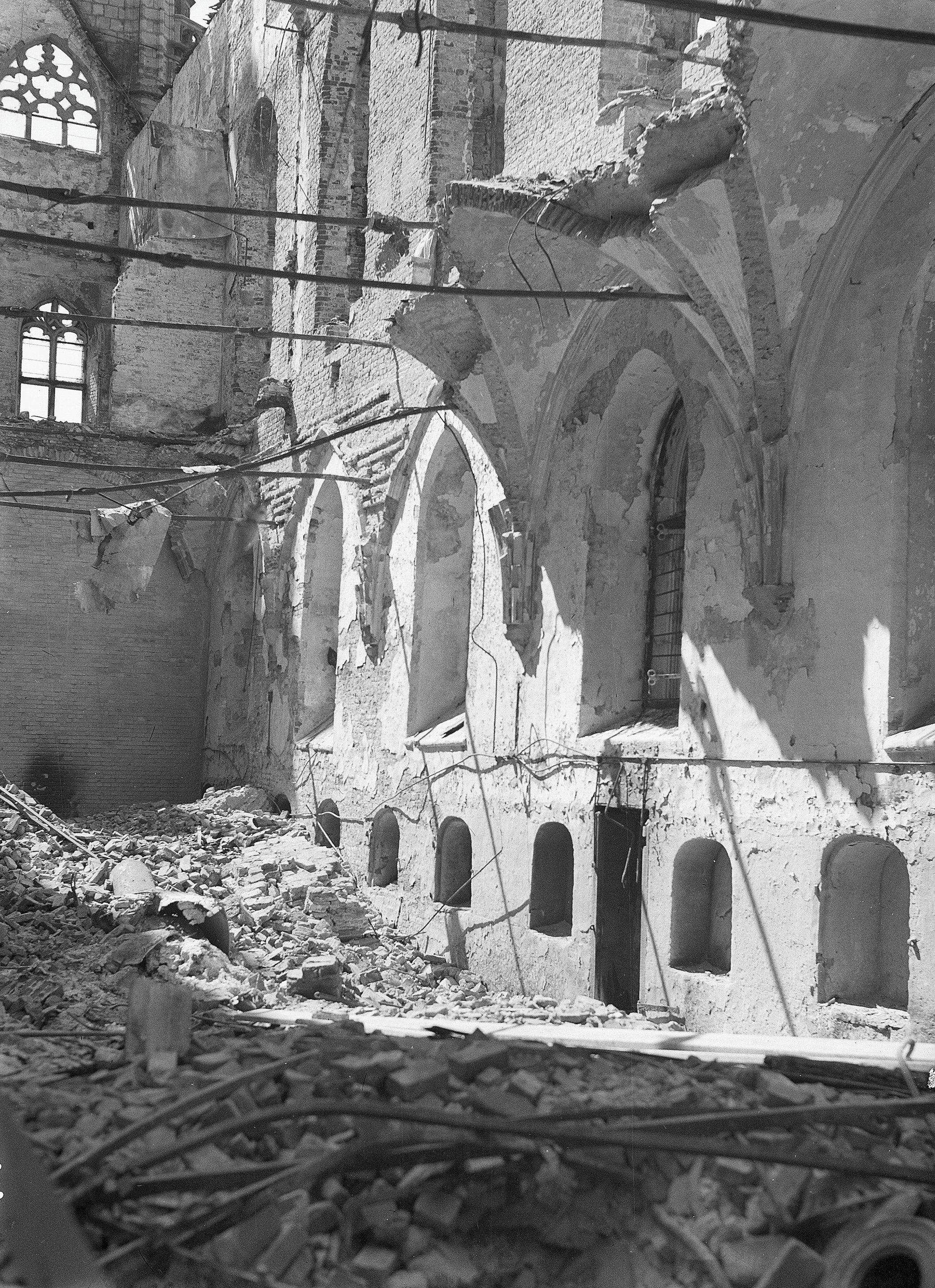
Verwoestingen in de Vleeshal
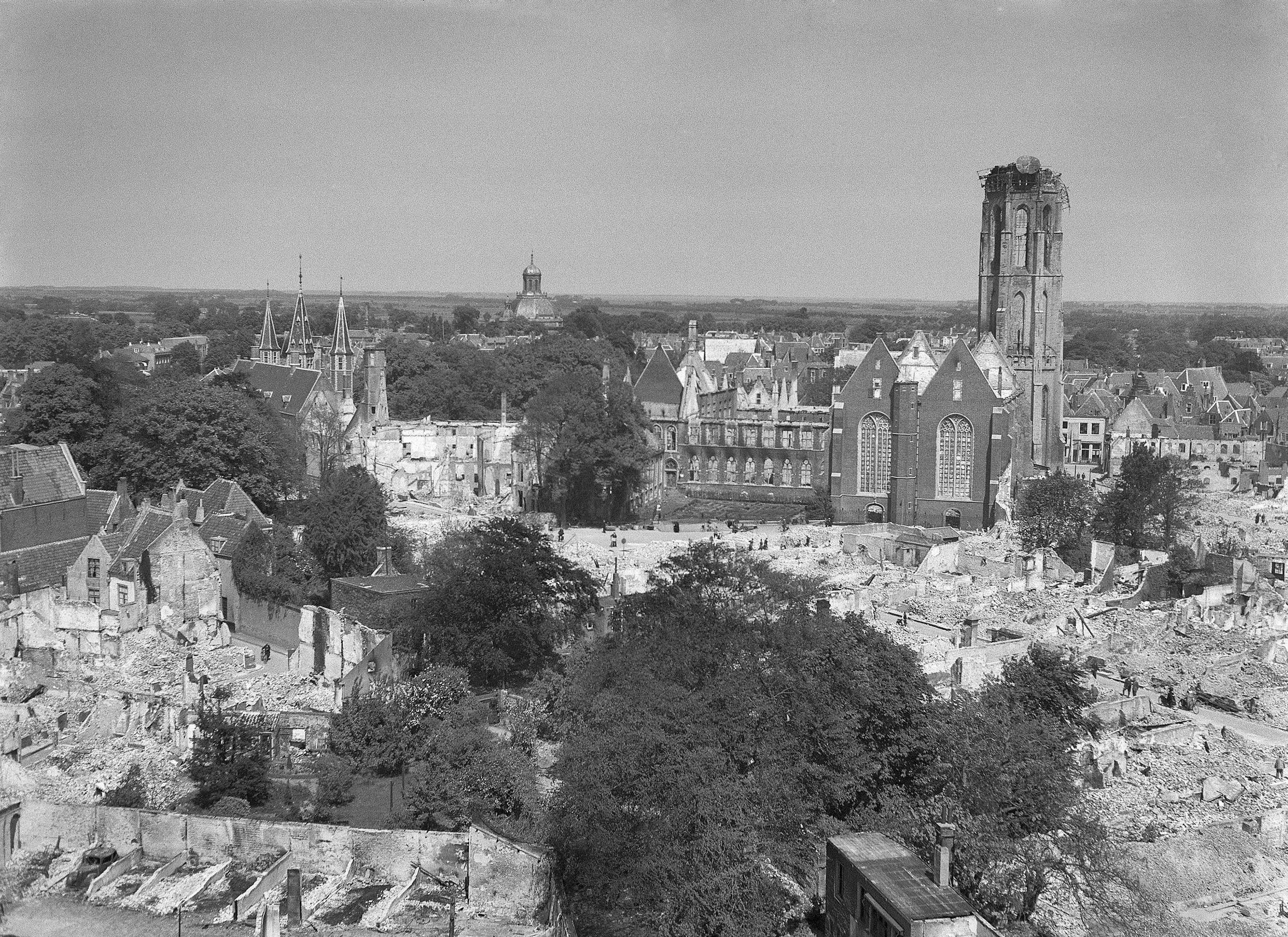
Eerst de muren slopen
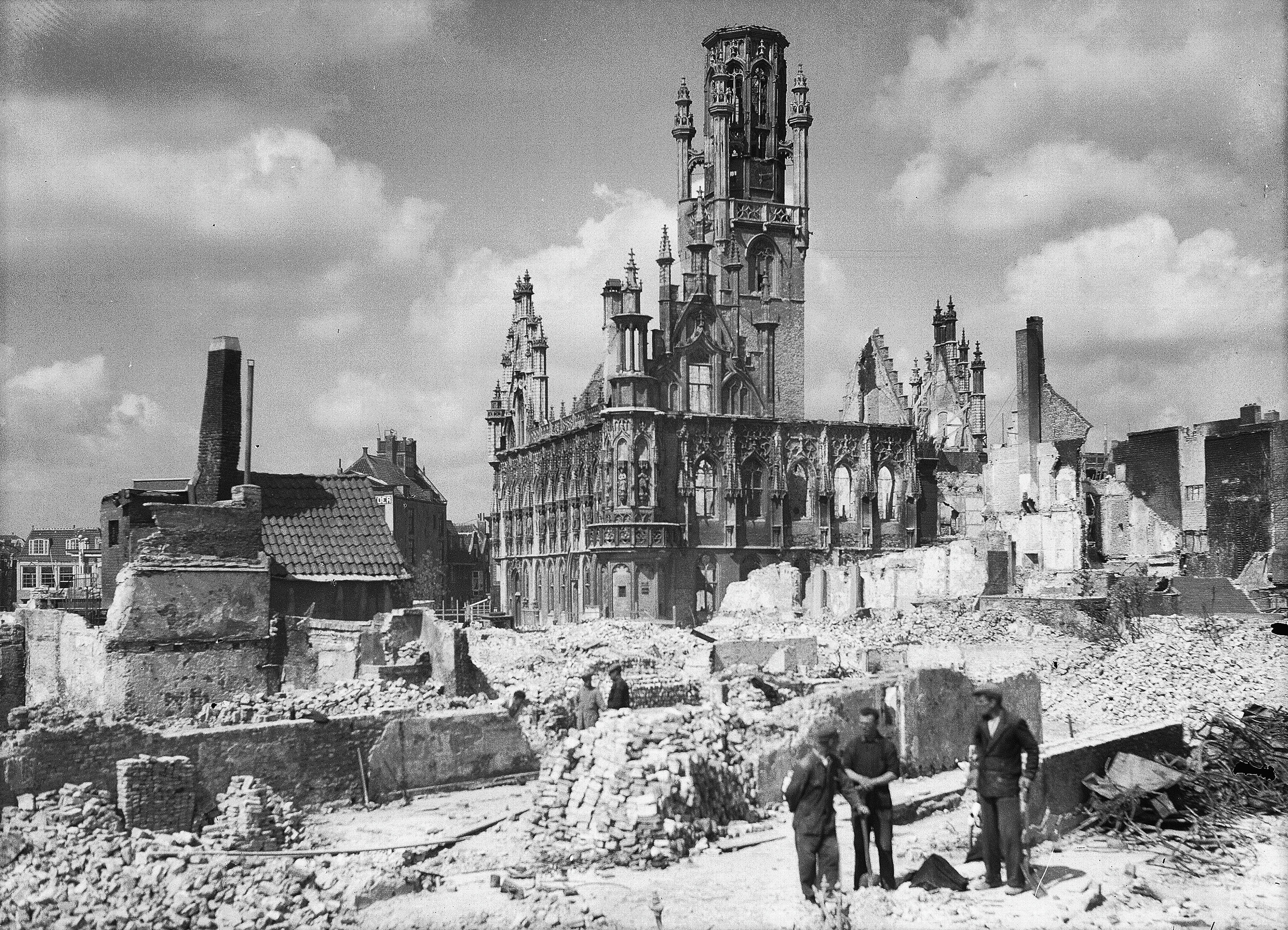
Oostzijde van het Stadhuis

## Capitulatie
Zowel de terugtrekkende Franse troepen als de oprukkende Duitse eenheden gebruikten het Kanaal door Walcheren als flankbeveiliging bij hun terugtocht/opmars om Vlissingen te bereiken. Beiden hadden er geen belang bij om Middelburg bezet te houden of in te nemen en dat is ook niet gebeurd. Omstreeks 18:00 uur liet de waarnemend Commandant Zeeland in Middelburg de witte vlag uithangen als teken van overgave. Een deel van de Franse troepen kon via Vlissingen over de Westerschelde naar Breskens ontkomen, met achterlating van grote hoeveelheden materieel. Zo'n 2.000 Franse en 6.000 Nederlandse soldaten kwamen in Duitse krijgsgevangenschap terecht. Het merendeel van de Nederlandse soldaten was gevlucht van de Peeldivisie.

## Media
Een week na de rampdag, op 24 mei, schreef de regionale pers voor het eerst inventariserend over de omvang van de schade. Ook kwamen enkele ooggetuigen aan het woord, maar over de schuldvraag werd niets vermeld. Het Twentsch Dagblad Tubantia besteedde daar wel aandacht aan en beweerde dat de Duitsers de stad hadden gebombardeerd omdat de Fransen zich daarin hadden verschanst. De Nieuwe Apeldoornsche Courant legde de schuld bij de Franse troepen die de witte vlag, die de burgemeester zou hebben gehesen, van het stadhuis hadden geschoten. Eind mei en begin juni verscheen in meerdere nationale en regionale dagbladen een artikel over het beschieten van Middelburg waarin burgemeester Van Walré de Bordes stelde: "Thans wisten wij dat Fransche granaten daarvan de oorzaak waren. Dat konden wij uit de schietrichting opmaken."

Het was gebaseerd op een interview van oorlogsverslaggever A. Zell met de burgemeester, dat in de nationaalsocialistische Westfälische Landeszeitung was verschenen. Volgens meerdere artikelen werd de capitulatie van Middelburg aangeboden door korporaal-telegrafist F. Mink van de Koninklijke Marine, die op eigen initiatief op een motorfiets door de linies reed, dan wel zich door de heer H.A. Enkelaar op de duozit liet vervoeren en de Duitse troepen bij de Sloedam de capitulatie van Middelburg aanbood.

## Schuldvraag
Om instortingsgevaar te voorkomen riep de burgemeester kort na de rampdag alle werkelozen op om muren omver te trekken die van oorsprong waren opgetrokken met kalkmortel. Al snel ontstond een gebied van ruïnes dat eruitzag als de krantenfoto's van het gebombardeerde Rotterdam. De puinhopen waren tot in de jaren zestig een speelplaats voor ravottende jeugd en een herinnering aan het oorlogsgeweld  dat de stad had vernietigd. Zoiets kon volgens de gangbare mening nooit door een bondgenoot zijn veroorzaakt. Toch waren daar veel aanwijzingen voor. Op meerdere plaatsen lagen uitsluitend Franse blindgangers. De burgemeester, de brandweercommandant en diverse militaire autoriteiten wisten met zekerheid dat alleen de Fransen op de stad hadden geschoten. Dat hadden ze onder andere geconcludeerd doordat het geluid van de aankomende granaten vanuit het zuiden kwam. Dat de granaten insloegen in muren op het zuiden is ook een indicatie. Vanaf juni 1940 werden veel verklaringen ingetrokken en ook de kranten berichtten er niet meer over. De samenleving wilde het niet weten en niet meer horen. Als vanzelf werd in de loop van de tijd aangenomen dat Middelburg door Duitse vliegtuigen was gebombardeerd. De schuldvraag werd niet meer publiekelijk besproken, want men wilde tijdens de bezetting en daarna niet als 'fout' worden gezien.
Het staat vast dat de Middelburgse binnenstad op 17 mei 1940 is uitgebrand door oorlogsgeweld. Er is geen bewijs dat de stad door Duitse bombardementen of beschietingen is vernietigd. Maar door beweringen van ooggetuigen is er ook geen zekerheid dat uitsluitend Franse beschietingen de branden hebben veroorzaakt. De troepen in Midden-Zeeland capituleerden op 17 mei. De strijd in Zeeuws-Vlaanderen duurde tot 27 mei.

## Monumenten

### Monument 'De explosie'
Pas in 1986 ontstond publieke discussie over een monument dat moest herinneren aan de verwoeste stad. In het Zeeuws Tijdschrift werd de burgemeester daartoe zelfs persoonlijk opgeroepen. Twee jaar later werden 14 brokstukken van de uitgebrande barokke Provinciale Bibliotheek half ingegraven rond de brandhaard. Het monument raakte bekend onder de naam 'De Explosie'.

### Monument 'Een gestolde herinnering'
Twee jaar later, op 17 mei 1990, werd tijdens de vijftigste herdenkingsdag nog een monument onthuld door prinses Juliana. Daarin staat gebeiteld: '...een gestolde herinnering...', een ingetogen tekst die volgens de omschrijving aan de burgerslachtoffers moest herinneren. Omdat informatie over de achtergrond van het monument ontbrak, gaf de burgemeester twee maanden later opdracht om een informatieplaatje aan te brengen. Daarbij nam de gemeente ook een standpunt in over de schuldvraag.

"EEN GESTOLDE HERINNERING" AAN HET DUITSE BOMBARDEMENT OP 17 MEI 1940. ONTHULD DOOR H.K.H. PRINSES JULIANA DER NEDERLANDEN OP 17 MEI 1990. VERVAARDIGD DOOR SIGURDUR GUDMUNDSSON OP INITIATIEF VAN DE STICHTING MONUMENTEN WALCHEREN 40-45